# Habits (Stay High)
Habits (Stay High) ist ein Lied der schwedischen Songwriterin und Sängerin Tove Lo in Zusammenarbeit mit dem Produzentenduo „The Struts“, bestehend aus Ludvig Söderberg und Jakob Jerlström. Der durch Electro-Pop beeinflusste Song wurde am 15. März 2013 von der Sängerin auf YouTube und am 6. Dezember 2013 vom Major-Label Universal Music als Extended Play „Truth Serum“ sowie später auf ihrem ersten Studioalbum „Queen of the Clouds“ (2014) veröffentlicht. Der englischsprachige Liedtitel „Habits (Stay High)“ bedeutet „Gepflogenheiten (berauscht bleiben)“.

## Geschichte
Ludvig Söderberg und Jakob Jerlström komponierten das Lied zusammen mit Lo und produzierten es unter dem Produktionsnamen „The Struts“. Am 25. März 2013 veröffentlichte die Sängerin das Lied unter dem Titel „Habits“ als ihre zweite Single. Nachdem Lo einen Vertrag mit Universal Music abgeschlossen hatte, wurde das Lied am 6. Dezember 2013 erneut unter dem Titel „Habits (Stay High)“ veröffentlicht, sowohl als zweite Single von „Truth Serum“ als auch als Lead Single von „Queen of the Cloud“. Musikalisch ist das Lied der Kategorie Pop und Elektropop zuzuordnen, es hat Elemente von Minimal Music und eine Upbeat-Instrumentierung. Der Liedtext handelt vom Versuch der Sängerin, durch alkoholischen Rausch und hedonistische Vergnügungen eine gescheiterte Beziehung zu vergessen. Infolgedessen vermerkten sowohl Musikkritiker als auch Lo selbst einen gewissen Kontrast zwischen der popartigen Komposition und dem schwermütigen Liedtext.
„Habits (Stay High)“ bekam weitgehend positive Kritiken in Hinsicht auf Komposition und Liedtext. Das Lied entwickelte sich zu einem Geheimtipp, der erst 2014 in die Musikcharts einstieg, ein Jahr nach der ursprünglichen Veröffentlichung. In den Billboard Hot 100 erreichte das Lied Platz 3 in den Vereinigten Staaten und wurde die höchste Platzierung einer schwedischen Künstlerin seit dem Lied The Sign von der schwedischen Popgruppe Ace of Base, das 1994 Platz 1 erreichte. Das Lied verkaufte sich über 2,6 Millionen in den Vereinigten Staaten und wurde von dessen Musikverband Recording Industry Association of America (RIAA) fünfmal mit Platin ausgezeichnet. Es toppte die Charts in den Niederlanden, Polen, Frankreich und Rumänien und erreichte Top-10-Platzierungen unter anderem in Österreich, Kanada, Frankreich und Schweiz.
Die Regisseure von „Motellet Film“ drehten zwei Musikvideos zu dem Lied. Die erste Fassung wurde am 15. März 2013 veröffentlicht und zeigt die Sängerin bei einer Teerunde, während dessen sie und ihre Gäste sich betrinken. Bei YouTube wurde es eine halbe Million Mal angesehen, bevor das Video ein Jahr nach Veröffentlichung von dem Videoportal entfernt wurde. Die zweite Version wurde drei Tage lang in einem schwedischen Club gedreht und zeigt Lo beim exzessiven Feiern mit ihren Freundinnen. Tove Lo sang den Song auf Musikfestivals wie dem „South by Southwest“ und dem „Hangout Music Festival“ und nahm sie auf die Setlist ihrer ersten Tour „Queen of the Clouds Tour“ im Jahr 2015. Das Lied gewann in Schweden 2015 die „Grammies“ in der Kategorie „Lied des Jahres“. „Habits (Stay High)“ wurde unter anderem vom US-amerikanischen Schauspieler Vin Diesel gecovert, dessen Performance eine Hommage für seinen verstorbenen Freund Paul Walker war. Die US-amerikanische Popsängerin Kelly Clarkson sang das Lied 2015 auf ihrer „Piece by Piece Tour“.

## Entstehung
Das Lied wurde von Tove Lo zusammen mit Ludvig Söderberg und Jakob Jerlström komponiert und von den beiden letztgenannten unter dem Produktionsnamen „The Struts“ produziert. Tove Lo zufolge ist „Habits (Stay High)“ der Song von der EP „Truth Serum“, der „ihr am meisten bedeute“, da er „am ehrlichsten“ ist und das Schreiben desselben „riesig“ („huge“) für sie war. Ursprünglich stammen die Strophen aus einem Gedicht, das Lo geschrieben hatte, als sie eine „wirklich schlechte Zeit“ in einer Beziehung hatte. Los Freund hatte sich einer buddhistischen Bewegung angeschlossen, was sie verweigerte und zur Trennung führte.

“I was heartbroken. I was trying to get over someone, trying various ways to numb the pain and it's pretty much a very narrative description of that time, really. So it is, you have all the like, people listen to it in different ways I guess, some people only hear the kind of party side of the song, the fun, quirky stuff, but there's definitely the undertone of the painful thing that I'm actually going through in it. So it came from that – just trying to numb the pain, but the pain's obviously still there.”

„Mein Herz war gebrochen. Ich habe versucht, über jemanden hinwegzukommen, habe verschiedene Möglichkeiten ausprobiert, um den Schmerz zu betäuben, und das ist so ziemlich eine sehr erzählerische Umschreibung jener Zeit, wirklich. So ist es, auch du hast all dergleichen, die Leute verstehen es in unterschiedlicher Weise, glaube ich, einige hören nur die Partyseite des Lieds, das Vergnügen, das skurrile Zeugs, doch da ist durchaus ein Unterton der schmerzhaften Sache, die ich darin tatsächlich durchlebe. Daher kommt es – einfach den Schmerz zu betäuben, doch der Schmerz ist natürlich immer noch da.“

Einige Monate nach der Trennung hielt sie sich während Hurrikan Sandy 2012 in New York City bei einem Freund auf. In dessen Apartment fielen Strom und Heizung aus, so dass Lo in das Studio eines Freundes in Midtown Manhattan umzog, wo sie den Refrain komponierte. Am 11. Dezember 2012 veröffentlichte die Sängerin auf Facebook, dass sie in New York „nicht allzu viel zu Ende gebracht hätte“ („did not get to finish too much“) und das sie mit „The Struts“ im Musikstudio in Schweden zusammen arbeite. Die Sängerin nahm ihren Gesang erneut auf, doch sie entschied sich für die Version von der Demoaufnahme, da diese „wirklich von Herzen komme“ („it was really coming from the heart“).
„The Struts“ schrieben, produzierten und programmierten den Track und spielten die Noten ein. Filip Runesson spielte die Saiteninstrumente, Lars Norgren übernahm die Abmischung und Björn Engelmann das Mastering. In einem Interview mit dem Magazin „Coup de Main“ sagte Lo, dass sie beim Schreiben des Lieds darüber nachgedacht habe, „was mein bestmöglicher Weg aus diesen schweren Zeiten sei. Es ist eine große Erleichterung, für eine Weile einfach ‚scheiß auf alles‘ zu denken. Wir alle müssen immer so perfekt sein, und absolut niemand kann das erfüllen.“ In einem Interview mit der US-amerikanischen Onlinezeitung The Huffington Post gestand die Sängerin, dass sie beim Schreiben des Lieds über die Trennung hinweggekommen sei.

Nach Angabe von Adam R. Holz von „Plugged In“ singt Lo in der Bridge darüber „zu wissen — auf einem bestimmten Level — wie leer und selbstauslöschend ihre Entscheidungen wirklich sind“:

“Staying in my play pretend
Where the fun ain't got no end
Can't go home alone again
Need someone to numb the pain.”

## Komposition
Nach Angabe von „Musicnotes.com“ wurde das Lied in der Tonart H♭-Dur im 4/4-Takt komponiert mit einem Tempo von 110 Beats per minute, wie es für Dance-Pop üblich ist.
Das Lied hat eine minimale und upbeat-elektronische Instrumentierung, die sich aus Schlagzeug, E-Bass, Begleit- und Lead-Gesang zusammensetzt. Tove Los Stimmumfang reicht von H♭3 bis C5. Des Weiteren wird die Tonfolge des Millennial Whoops genutzt.
Kritiken merkten einen starken Kontrast zwischen dem Liedtext und der Komposition an. Carrie Battan von der englischsprachigen Musikwebseite Pitchfork gab an, dass das Lied „eine gigantische Hookline und einen Chorus mit bissigen Strophen kontrastiere, die mit dezent ausgeprägter, oft merkwürdiger Bildsprache angereichert seien: von Nilsson, die ihre Mahlzeit in der Badewanne esse, betrunken Knabbereien zu sich nehme, und Väter auf Spielplätzen verführe.“ Der Redakteur Chris Jordan beschrieb das Lied in der US-amerikanischen Tageszeitung „Ashbury Park Press“ als einen „synthie-basierenden Popsong mit einem schwungvollen Refrain“, er merkt allerdings an, dass der Inhalt des Liedtextes Ähnlichkeiten mit Rock-’n’-Roll-Musik habe. Jia von „All Things Go“ meint bezüglich der Verse, es seien „verwirrend verkommene Liedtexte unter einer zuckersüßen Medodie und einem resoluten Beat“. Die Sängerin gab selber zu: „Ich liebe den Kontrast davon glücklicher zu sein, irgendetwas, mit dem du deine Tränen wegtanzen kannst. Du kannst den Text und die Finsternis und Traurigkeit fühlen, aber wenn man sie miteinander kombiniert, sollte man auch ein wenig schwarzen Humor hinzufügen. Ich mag es, dazu zu tanzen und dann zu lauschen, was ich da gerade singe. Es ist eine verrückte, doppelte Reaktion.“
Im Chorus singt Lo von ihrem Drogenmissbrauch:

“You're gone and I gotta stay high
All the time, to keep you off my mind.”

„Du bist gegangen und ich bleibe berauscht
die ganze Zeit, um Dich aus meinen Kopf zu bekommen.“

Gegenüber dem Internetradio „iHeartRadio“ sagte die Sängerin, die Bridge sei ihre bevorzugte Stelle in dem Song, da „sie genau das ausdrückt, worum es für mich in dem Lied geht.“

## Veröffentlichung
Am 13. März 2013 publizierte die Sängerin die Illustration von dem Lied mit dem Hinweis „bald“ („soon“) auf ihrem Facebook Benutzerkonto. Zwei Tage später veröffentlichte sie das Lied unter dem Titel „Habits“. Nach „Love Ballade“ war „Habits“ die zweite selbstveröffentlichte Single von ihr.
Das Lied zog die Aufmerksamkeit einiger Musikblogs auf sich, wodurch die Anzahl an Los Follower zunahm.
Die walisische Sängerin Marina and the Diamonds und die neuseeländische Musikerin Lorde lobten das Lied auf ihrem Twitter-Benutzerkonto. Im Mai 2013 listete das US-amerikanische Popduo MS MR das Lied auf ihrem Mixtape „Track Addict Vol. III“ auf dem Online-Musikdienst SoundCloud.
Am 6. Dezember 2013 veröffentlichte Universal Music das Lied ein zweites Mal unter dem erweiterten Titel „Habits (Stay High)“ als zweite Singleauskopplung der EP „Truth Serum“. Am 12. Juni 2014 wurde das Lied an US-amerikanische Contemporary Hit Radios geschickt.

## Musikvideos

### Erste Version
Am 1. Februar 2013 verkündete Motellet Film auf dem Mikroblogging-Dienst Twitter, dass sie ein Musikvideo für Tove Lo drehen würden. Am 27. Februar gab das Filmstudio das Ende der Dreharbeiten bekannt und veröffentlichte ein Foto von Lo am Filmset. Das Duo drehte das Video, während die Sängerin die Ko-Regie übernahm und das Script schrieb. Die Webseite des schwedischen Fernsehsenders Sveriges Television veröffentlichte das Musikvideo am 15. März 2013, während die Sängerin es zwei Tage später auf ihren YouTube-Channel stellte.
Das Musikvideo beginnt mit den Erinnerungen der verkaterten Sängerin und zeigt kurze Einstellungen von Whiskey, einem Schuh in einem Kronleuchter und einem Mann, mit dem sie rummacht. Sie geht in eine Bar, um eine Flasche Whiskey zu kaufen, und trinkt diese mit einem Mann. In der folgenden Szene kann man Tove Lo bei einer Teerunde mit vier Frauen und Kellnerinnen sehen, bei der Champagner zwischen einer Auslage an Kuchen und Cupcakes getrunken wird. Das Video blitzt weiß auf und zeigt flüchtige Einblicke in die Fantasie der anderen anwesenden Frauen. Die zunehmend alkoholisiertere Lo zieht ihr Hemd aus, schmiert sich Kuchen ins Gesicht, übergießt sich mit Champagner und fängt mit ihren Gästen und den Kellnerinnen zu tanzen an. Am Ende des Videos ist sie zu Hause und erbricht sich in ein Waschbecken. Über das ganze Video sind Szenen von Lo in einem Darkroom verteilt, bei dem Mascara aus ihren Augen trieft und sie Kaugummi kaut, geschmolzenes Speiseeis isst und Zigarette raucht.
Greg White von „So So Gay“ sagte, das Musikvideo sei eine „authentische visuelle Repräsentation des Schmerzes und Verhaltens hinter dem Lied“, während Jenss Drunk von „Pigeons and Planes“ es als „eine herrliche Schweinerei“ („a beautiful mess“) bezeichnete. Scandipop beschreibt das Video als „einen glamourösen Schnappschuss des sehr unglamorösen trennungsbedingte Abtauchen in Selbstzerstörung, von der Toves Verse strotzen.“ Mitte März 2014 hatte das YouTube-Video bereits über eine halbe Million Abrufe, doch im gleichen Monat wurde das Video wieder offline genommen.

### Zweite Version
Das zweite Musikvideo von „Habits (Stay High)“ wurde erneut von Motellet Film gedreht. Drehort war ein Club in Schweden, in dem die Sängerin drei Tage mit ihren drei Freunden Vanessa, Lone und Johan verbrachte, die mit Lo „einige alkoholische Getränke nehmen und herummachen“ sollten. Folgerichtig drehten die zwei Regisseure eine große Anzahl ungestellter Einstellungen, da es keine expliziten Regieanweisungen gab. Die Sängerin wollte in dem Musikvideo „diese Art von Nächten zeigen, in der die Dinge außer Kontrolle geraten können“ und den Betrachter „langsam in dieses emotionale Getümmel ziehen“, das den Liedtext auszeichne.
Das Musikvideo beginnt mit einem Closeup von Lo, die nach einer durchgefeierten Nacht im Bett ihrer Freundinnen aufwacht. Sie kehrt in ihre Wohnung zurück, erholt sich vom Kater, bereitet sich auf die bevorstehende Partynacht vor und probiert vor dem Spiegel mehrere Kleidungen aus. Sie fährt mit der U-Bahn in den Stockholmer Stadtbezirk Södermalm, isst und trifft sich mit ihren Freunden in einer Stretch-Limousine. Zusammen gehen sie erst in eine Bar und dann in einen Club, spielen Billard, betrinken sich und machen miteinander rum. Die Sängerin geht alleine auf die Toilette und fängt zu weinen an. Sie kehrt im Taxi nach Hause zurück und fällt ins Bett. Das ganze ist im Stile eines Selfievideos gedreht. Über das Video sind Szenen verteilt, in denen Lo in die Kamera schaut und lippensynchron den Liedtext singt, sowie einige Detailaufnahmen von alkoholischen Getränken.
Am 19. Februar 2014 postete sie einen Teaser des Musikvideos auf ihr Facebook-Benutzerkonto. Am 17. März 2014 wurde das Musikvideo auf Los Vevo-Channel auf YouTube publiziert, und am nächsten Tag im iTunes Store gelistet. Bis Mai 2023 wurde das Video über 429 Millionen Mal abgerufen.
Dieselben Aufnahmen wurden auch für ein zweites Musikvideo begleitend zum „Hippie Sabotage Remix“ verwendet. In diesem werden viele Einstellungen in Zeitlupe wiedergegeben, die lippensynchronen Szenen fehlen. Das Musikvideo wurde am 4. April 2014 auf YouTube publiziert und bis Mai 2023 über 1 Milliarde Mal abgerufen.
Lo fand die Dreharbeiten schwierig und strapaziös, da sie drei Tage mit einer 10 kg schweren Kameraausrüstung herumlaufen musste, die um ihre Hüfte gebunden und dessen Objektiv auf ihr Gesicht gerichtet war. Auch sei es kräftezehrend gewesen, sich den Schmerz zu vergegenwärtigen, den sie beim Schreiben des Lieds empfunden hatte. Zu einem späten Zeitpunkt während der Dreharbeiten, als Lo bereits betrunken und erschöpft war, ging sie in eine Toilettenkabine. Dazu erklärte sie: „Ich war fertig und müde und es waren harte Dreharbeiten und ich wollte einfach nur auf Toilette gehen und alleine sein. Da waren keine Leute anwesend, und ich war wirklich alleine in der Kabine. Ich saß einfach da und dachte über alles nach, was mir in dieser Zeit geschehen war. Die Tränen kamen einfach.“ Sie gab darüber hinaus zu, dass sie sich kaum an die Hälfte der Dreharbeiten erinnern könne.

## Kritiken
Thomas Kühnrich urteilt auf JoinMusic: „Tove Los ‚Habits‘ ist nicht nur ein clever gewerkelter Pop-Song. Im dazugehörigen Video inszeniert sich die schwedische Sängerin und Songwriterin derart schonungslos als Liebeskummer-Opfer, dass einem ganz rührig wird ums Herz.“ Nach Aussage in der Westdeutschen Allgemeinen Zeitung ist „der Song eine Hymne für alle, die sich gerade im Trennungsschmerz befinden oder ihn schon einmal erlebt haben“.
Miles Raymer von der US-amerikanischen Zeitschrift Entertainment Weekly nannte die filmische Umsetzung des Lieds ein „cleveres“ Video, da „es Los raffiniert kompliziertes Image als Partygirl herausstelle, indem sie ein paar der Ausschweifungen aus der Liedtexte nachstelle, genauso wie deren Nachwirkungen“. Caitlin White vom kanadischen Online-Magazin Noisey urteilte, dass das „neue Video von Habits die dunkle Seite der Bewältigung einer verlorenen Liebe zeige“ und dass es „ein wenig an Janis Joplin erinnern mag“. Sonja Mann kritisiert im Frauenmagazin „Bustle“ das Video als „irgendwie langweilig“ („kind of boring“). Samantha Lizzio bewertete das Video als Nummer fünf in ihrer Liste der 20 besten Videos des US-amerikanischen Fernsehsenders VH1 des Jahres 2014. Nach Meinung von Patricia Battle auf NDR ist die Sängerin „in ihren Songtexten auf Trennungsschmerz und Liebeskummer spezialisiert“, die Melodien dazu verbreiten hingegen „eine gute Laune“, so dass „Synthie-Sounds à la Daft Punk“ auf eine „weiche Popstimme“ treffe.

## Kommerzieller Erfolg

### Chartplatzierungen
| ChartsChartplatzierungen       | Höchstplatzierung | Wochen |
| ------------------------------ | ----------------- | ------ |
| Deutschland (GfK)              | 14 (53 Wo.)       | 53     |
| Österreich (Ö3)                | 3 (42 Wo.)        | 42     |
| Schweden (GLF)                 | 13 (70 Wo.)       | 70     |
| Schweiz (IFPI)                 | 3 (44 Wo.)        | 44     |
| Vereinigte Staaten (Billboard) | 3 (39 Wo.)        | 39     |
| Vereinigtes Königreich (OCC)   | 6 (33 Wo.)        | 33     |

| ChartsJahrescharts (2014)      | Platzierung |
| ------------------------------ | ----------- |
| Deutschland (GfK)              | 66          |
| Österreich (Ö3)                | 62          |
| Schweden (GLF)                 | 11          |
| Schweiz (IFPI)                 | 39          |
| Vereinigte Staaten (Billboard) | 32          |
| Vereinigtes Königreich (OCC)   | 56          |

| ChartsJahrescharts (2015)      | Platzierung |
| ------------------------------ | ----------- |
| Schweden (GLF)                 | 89          |
| Schweiz (IFPI)                 | 71          |
| Vereinigte Staaten (Billboard) | 77          |

### Auszeichnungen für Musikverkäufe
| Land/Region                  | Auszeichnungen für Musikverkäufe (Land/Region, Auszeichnung, Verkäufe) | Verkäufe   |
| ---------------------------- | ---------------------------------------------------------------------- | ---------- |
| Australien (ARIA)            | 2× Platin                                                              | 140.000    |
| Belgien (BRMA)               | Gold                                                                   | 15.000     |
| Brasilien (PMB)              | 2× Diamant                                                             | 500.000    |
| Deutschland (BVMI)           | 3× Gold                                                                | 450.000    |
| Frankreich (SNEP)            | Gold                                                                   | 75.000     |
| Italien (FIMI)               | Platin                                                                 | 50.000     |
| Kanada (MC)                  | 2× Platin                                                              | 160.000    |
| Neuseeland (RMNZ)            | 6× Platin                                                              | 180.000    |
| Österreich (IFPI)            | Gold                                                                   | 15.000     |
| Schweden (IFPI)              | 3× Platin                                                              | 120.000    |
| Schweiz (IFPI)               | Gold                                                                   | 15.000     |
| Spanien (Promusicae)         | Gold                                                                   | 30.000     |
| Vereinigte Staaten (RIAA)    | 8× Platin                                                              | 8.000.000  |
| Vereinigtes Königreich (BPI) | Platin · + Platin (Remix)                                              | 1.200.000  |
| Insgesamt                    | 6× Gold · 25× Platin · 2× Diamant ·                                    | 10.950.000 |

### Auszeichnungen bei Musikpreisen
Die Mitarbeiter von „The Line of Best Fit“ bewerteten „Habits (Stay High)“ als Nummer 6 auf ihrer Liste der 50 besten Lieder des Jahres 2013 und schrieben, dass es „sicher eines der vitalsten Popsongs des Jahres“ war. Das Musikmagazin Rolling Stone ordnete „Habits (Stay High)“ auf Platz 23 auf dessen Liste der 50 besten Lieder des Jahres 2014 ein und verglich die Komposition der „Ode an die Selbstmedikation“ mit der Musik von Lorde und die Texte mit denen der US-amerikanischen Popsängerin Kesha. Chris Jordan von „Asbury Park Press“ hält das Lied für eines der besten des Jahres und stellte fest, dass „es erfrischend war, die geschilderten Ausschweifungen zu hören“. Chris deVille von der Internetpublikation „Stereogum“ bewertete das Lied als Nummer 26 auf dessen Liste der 50 besten Popsong des Jahres 2014 und schrieb dazu: „Für ein Lied, das viel von seinem Reiz von Außer-Kontrolle-Sein und maßloser Übertreibung ableitet, ist ‚Habits‘ ein Werk von extremer Selbstsicherheit und Präzision von einer Popsängerin mit einer blendend leuchtenden Zukunft.“ Bei den „ASCAP Pop Music Awards“ der US-amerikanischen Verwertungsgesellschaft American Society of Composers, Authors and Publishers (ASCAP) wurde das Lied als eines der meistgespielten des Jahres 2014 ausgezeichnet. Bei den „iHeartRadio Music Awards“ wurde das Lied in der Kategorie „Bester Liedtext“ nominiert, unterlag jedoch dem Lied Blank Space von Taylor Swift.
Das Musikvideo gewann 2014 bei den „VEVO Hot This Year Awards“ die Auszeichnung als „Best Alternative/Rock Video“.